# زيزفورة أراغونية
زيزفورة أراغونية (الاسم العلمي:Ziziphora aragonensis) هي نوع من النباتات يتبع جنس الزيزفورة من الفصيلة الشفوية.